# ヤセミン・ギュベリ
ヤセミン・ギュベリ（Yasemin Güveli、1999年1月5日 - ）は、トルコの女子バレーボール選手。ポジションはミドルブロッカー。トルコ代表。

## 来歴

### クラブチーム
イスタンブール出身。2015年、ベシクタシュに入団し2年間プレーした。2017/18シーズンはエジザージュバシュへ移籍し、トルコリーグ、トルコカップで準優勝した。2018年6月、Karayolları SKへレンタル移籍することが発表され、1年間プレーし、2018/19シーズンのトルコリーグではベストブロッカー部門で全選手トップの活躍をみせた。2019/20シーズンにエジザージュバシュへ復帰すると、2019年12月の世界クラブ選手権で銀メダルを獲得した。2021年9月に膝の前十字靭帯断裂による怪我のため、2021/22シーズンの試合を欠場することを余儀なくされた。2022/23シーズンに怪我から復帰するとトルコリーグで3位、欧州チャンピオンズリーグで準優勝した。2023/24シーズンの途中からÇukurova Belediyesi SKへ移籍し、リーグ終了まで同チームでプレーした。2024年5月、ガラタサライへの移籍が発表され。

### 代表チーム
アンダーカテゴリーの代表として2015年、U-19世界選手権に出場し4位となった。2016年、U-19欧州選手権で銅メダルを獲得した。2017年、U-21世界選手権に出場し4位となった。2018年、シニア代表に初選出され、地中海競技大会でデビューした。2019年、モントルーバレーマスターズ、ネーションズリーグに出場した。2021年、ネーションズリーグで銅メダルを、欧州選手権でも銅メダルを獲得した。2023年、ネーションズリーグに出場した。

## 球歴
- ネーションズリーグ - 2018年、2019年、2021年、2023年
- 欧州選手権 - 2021年

## 所属クラブ
- ベシクタシュ（2015-2017年）
- エジザージュバシュ（2017-2018年）
- Karayolları SK（2018-2019年）
- エジザージュバシュ（2019-2024年）
- Çukurova Belediyesi SK（2024年）
- ガラタサライ（2024年-）